# Yécora
Yécora en espagnol ou Ekora ou Iekora en basque est une commune d'Alava, dans la communauté autonome du Pays basque en Espagne.